# لینو (بازیکن فوتبال)
لینو (به پرتغالی: Dorvalino Alves Maciel) مدافع , winger اهل برزیل است که در شهر سائوپائولو و در تاریخ ۱ ژوئن ۱۹۷۷ به دنیا آمده‌است.
لینو در تیم‌های فوتبال کورینتیانس سابقهٔ حضور دارد.